# Wiener Vieh- und Fleischmarktkassa

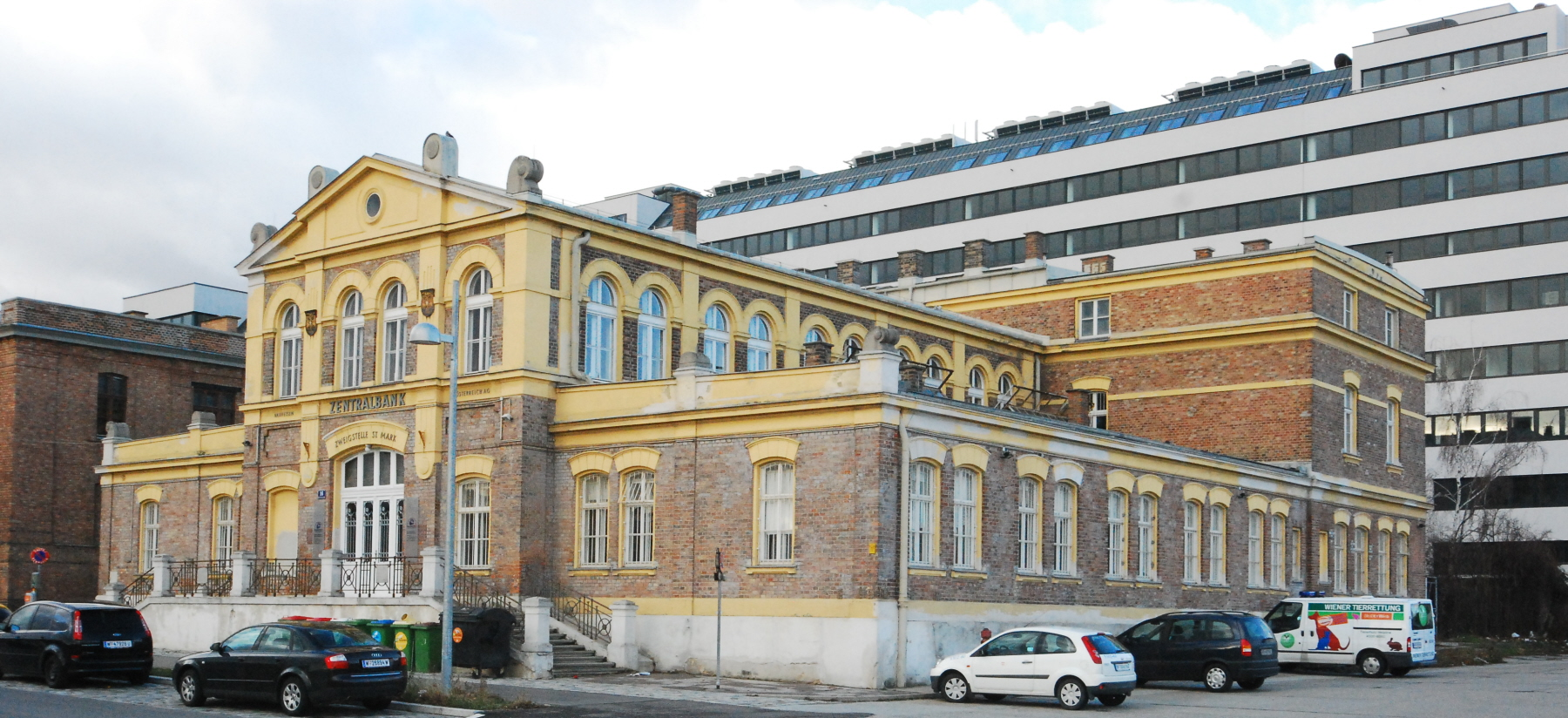
Wiener Vieh- und Fleischmarktkassa

Die Wiener Vieh- und Fleischmarktkassa diente als gesetzlicher Bestandteil des Wiener Zentralviehmarktes der Kreditvergabe und dem Zahlungsverkehr auf dem Zentralviehmarkt in Sankt Marx. Mit ihrer gesetzlichen Grundlage nahm sie eine besondere Stellung ein gegenüber gleichartigen und ähnlichen Institutionen wie ihrem ursprünglichen Vorbild der privatrechtlich organisierten „Caisse de Poissy“ in Paris.

## Geschichte
1850 wurde die Wiener Fleischkassa als gesetzlich verordnete Institution gegründet, um die Vormachtstellung von kommissionellen Schlachtviehhändlern auf dem Wiener Zentralviehmarkt in Sankt Marx zu brechen. Dies gelang zwar in den ersten Jahren ihres Bestehens, doch im Laufe der Zeit bildeten sich wieder ähnliche Strukturen wie vor der Gründung. Anstatt einer Reform der Fleischkassa wurde diese aufgehoben und die Wiener Vieh- und Fleischmarktkassa gegründet.

### Wiener Fleischkassa
Bedingt durch die Größe des Einzugsgebietes und den damit verbundenen teilweise großen Entfernungen etablierten sich in Wien zunehmend Unternehmen kommissioneller Schlachtviehhändler, die Händlern in den Erzeugungsgebieten aufgekauftes Vieh abkauften und auf dem Zentralviehmarkt verkauften. Um einen regelmäßigen Zufluss von Rindern, aber auch deren Verkauf sicherzustellen, gewährten sie sowohl den Einkäufern als auch Abnehmern Kredite. Durch diese finanziellen Abhängigkeiten beherrschten diese Unternehmen den Markt und erschwerten kleineren Händlern den Zugang zum Markt.
Im Jahr 1849 wandten sich 40 Fleischhauer an Kaiser Franz Joseph I. mit der Bitte um die Gründung einer Fleischkassa, um sie von den Unternehmern und ihren Krediten unabhängig zu machen.
Mit der Frage einer Fleischkassa befasste sich schon früher auch der Wiener Bürgermeister Ignaz Czapka, der eine derartige, 1779 in Poissy gegründete Institution zum Vorbild nahm.
Im „Provisorischen Gesetz über die Regelung des Fleischergewerbes und Einrichtung einer Fleischkassa“ vom 25. Juni 1850 wurde dieser Bitte nachgekommen.
Das neue Gesetz beziehungsweise die Fleischkassa sollten
- es jedem hiesigen Fleischhauer ermöglichen, das benötigte Schlachtvieh auf dem Zentralviehmarkt gegen Barzahlung zu erwerben,
- Viehhändlern und Viehzüchtern die Sicherheit geben, Bargeld für auf dem Zentralviehmarkt für Wien verkauftes Schlachtvieh zu erhalten,
- den Schlachtviehhandel ordnen, für verstärkten Zutrieb und niedrigere Fleischpreise zu sorgen und
- im Notfall selbst für die Versorgung Wiens sorgen zu können.

Weiters wurde bestimmt, dass alles Schlachtvieh, das auf dem Zentralviehmarkt von Wiener Fleischern für den Verbrauch in Wien erworben wurde, über die Fleischkassa bezahlt werden musste.
Durch die Gründung der Fleischkassa verloren zwar die marktbeherrschenden Handelsunternehmer ihre Bedeutung, dafür erlangte die bisher eher unbedeutende Personengruppe von Helfern, die mit Hilfsdiensten aller Art ihren Lebensunterhalt verdient hatte zunehmend an Bedeutung. Als „Viehkommissäre“ gelangten sie unter Ausnutzung der Vorteile, die ihnen die Existenz der Fleischmarktkassa bot, in eine ähnlich marktbeherrschende Position wie zuvor die Handelsunternehmer.
Die primitive Ausstattung des Viehmarktes, die allmähliche Zunahme der Spekulation und des preissteigernden Zwischenhandels beim Viehhandel, Übelstände in den Verkaufsmethoden und die unzulängliche Organisation der Fleischkassa führten zur Aprrovisionerungs-Enquete im Jahr 1869 und in weiterer Folge zur Aufhebung der Fleischkassa mit 1. Juni 1870.

### Zwischenperiode
Da nun mit der regellosen Kreditvergabe durch die Marktkommissäre an Käufer und Verkäufer wieder jene Zustände herrschten wie vor der Gründung der Fleischkassa, wurde vor allem von Seiten der Landwirtschaft die Forderung nach einer Reformierung des Marktgeschäfts in Form einer Trennung der Kreditgeschäfte und der Marktgeschäfte sowie nach einer Reform der Verkaufsmodalitäten laut. In den Jahren 1880 und 1881 suchten und fanden schließlich die Gemeinde Wien und die Regierung eine Lösung.

### Wiener Vieh- und Fleischmarktkassa
Durch eine Verordnung der Minister des Innern, des Handels und des Ackerbaus wurde am 3. September 1883 mit dem Reichsgesetzblatt Nummer 145 eine neue Marktordnung erlassen, die am 30. März 1884 in Kraft trat.
Der wichtigste Punkt der neuen Marktordnung war die Einrichtung der Wiener Vieh- und Fleischmarktkassa als Marktkreditinstitut und die Bestellung beeideter Marktagenten. Außerdem war sie nun auch für den Handel mit Schweinen zuständig.
Zu den Aufgaben der neuen Wiener Vieh- und Fleischmarktkassa gehörten laut ursprünglicher Marktordnung vor allem:
- Vermittlung von Verkäufen über die neu geschaffenen beeideten Marktagenten als behördlich bestellte Organe. (Als Verkäufer durften aber auch die Eigentümer oder deren Vertreter, die aber nur diesen einen Auftraggeber vertreten durften, in Erscheinung treten.) Dieser Geschäftszweig war allerdings rückläufig und wurde nach dem Ersten Weltkrieg faktisch aufgegeben.
- die Abwicklung der auf dem Markt getätigten Verkäufe
- die Gewährung von Krediten an Käufer
- die Erteilung von Vorschüssen auf zu durch die Vieh- und Fleischmarktkassa zu verkaufende Tiere
- Kredite an die auf dem Markt etablierten Verkäufer von Vieh
- die Erteilung von Krediten an Landwirte und Industrien zu Mästungszwecken
- die Erbringung verschiedener mit ihrer Stellung auf dem Viehmarkt Hilfsgeschäfte.

Das k.k. Ackerbauministerium beauftragte am 28. Februar 1884 die Allgemeine Depositenbank zunächst für 15 Jahre, die Wiener Vieh- und Fleischmarktkassa zu errichten und unabhängig von ihren übrigen Geschäften zu führen. Bis zum Ersten Weltkrieg wurden diese Betrauungsperioden mehrfach verlängert.
Da außer der Wiener Vieh- und Fleischmarktkassa keine anderen Verkäufer oder Kommissäre mehr zugelassen waren, verbündeten sich ungarische Züchter und bedeutendere Kommissionsfirmen. Mit Hilfe der Stadt Pressburg errichteten sie dort auf eigene Kosten einen Viehmarkt, auf dem am 21. April 1884 der erste Markttag stattfand. Auf dem Wiener Zentralviehmarkt nahmen trotz der neuen Konkurrenz die Auftriebszahlen zu, während sich der Pressburger Viehmarkt trotz stagnierender Zahlen behaupten konnte. Nachdem eine Ministerialverordnung vom 13. Jänner 1888 es wieder gestattete, dass bevollmächtigte Verkäufer für mehr als einen Auftraggeber tätig waren – faktisch wurden damit Kommissäre wieder zugelassen-, fand auf dem Viehmarkt in Pressburg am 27. Februar 1888 der letzte Markttag statt.
Wegen der hohen Inflation und der allgemein schlechten Lage auf dem Geld- und Kapitalmarkt betraute das Landwirtschaftsministerium nach dem Ersten Weltkrieg sicherheitshalber neben der Allgemeinen Depositenbank zusätzlich noch die
- Centralbank der deutschen Sparkassen und die
- Niederösterreichische Bauernbank mit je einem Viertel an allen Rechten und Pflichten der Allgemeinen Depositenbank.

Ende Juni 1924 musste die Allgemeine Depositenbank unter Geschäftsaufsicht gestellt werden und das Österreichische Creditinstitut für öffentliche Unternehmungen und Arbeiten trat an ihre Stelle. Wenig später wurden die Centralbank der deutschen Sparkassen und die Niederösterreichische Bauernbank liquidiert.
Vorbeugend war 1924 die Wiener Vieh- und Fleischmarktkassa als Firma in das Handelsregister für Einzelfirmen beim Handelsgericht Wien eingetragen worden. Da zu erwarten war, dass auch andere Banken, die mit der Führung der Vieh- und Fleischmarktkassa betraut waren, zusammenbrechen würden, erhielt die Kassa mit Kundmachung des Bundeskanzleramtes vom 12. Jänner 1927 eine eigene Rechtspersönlichkeit in Form eines selbständigen Fonds.
Mit der Besorgung der Geschäfte wurde eine aus der
- Allgemeinen Österreichischen Bodencreditanstalt, der
- Niederösterreichischen Escompte Gesellschaft, der
- Österreichischen Creditanstalt für Handel und Gewerbe, der
- Unionbank, des
- Wiener Bankvereins und der
- Zentraleuropäischen Länderbank bestehende Bankengruppe beauftragt.

Nach dem Anschluss Österreichs an das Dritte Reich wurde der Fonds Wiener Vieh- und Fleischmarktkassa mit Bescheid des Ministeriums für innere und kulturelle Angelegenheiten am 26. Oktober 1938 aufgelöst. Die Firma Wiener Vieh- und Fleischmarktkassa wurde beim Handelsgericht Wien gelöscht.
Die Aufgaben der Wiener Vieh- und Fleischmarktkassa im Sinne der Marktordnung für den Zentralviehmarkt wurden in einer am 30. September 1938 vom Ministerium für Landwirtschaft in Wien erlassenen Richtlinie für die „Geschäftsführung der Girozentrale der österreichischen Genossenschaften, Abteilung Wiener Vieh- und Fleischmarktkassa“ bestätigt.
Am 15. Mai 1939 wurde die Girozentrale der österreichischen Genossenschaften in die „Genossenschaftliche Zentralbank der Ostmark Aktiengesellschaft“  und ihre bisherige Abteilung Zentralviehmarkt in die „Zweigstelle Zentralviehmarkt“ mit Eintragung im Handelsregister des Handelsgerichts Wien am 25. Jänner 1941 umgewandelt. Der Änderung auf den Firmenwortlaut „Genossenschaftliche Zentralbank Aktiengesellschaft“ erfolgte am 9. Februar 1953.
Wegen der Kriegsereignisse kamen die Geschäfte auf dem Zentralviehmarkt und damit auch der dortigen „Zweigstelle Zentralviehmarkt“ zum Erliegen, deren Expositur Landstraße („Nebenzweigstelle Großmarkthalle“) in der Großmarkthalle übte kurz nach Ende der Kampfhandlungen im Jahr 1945 ihre Funktionen wieder aus.
Der Marktbetrieb auf dem Zentralviehmarkt und damit auch bei der Vieh- und Fleischmarktkassa kam erst mit der Aufhebung der amtlichen Bewirtschaftung von Vieh und Fleisch in Schwung. Nach der Feststellung der vollen Wirksamkeit der Marktordnung aus dem Jahr 1933 durch die Marktamtsbehörde wurde das Institut ersucht, ab dem 13. Februar 1950 für ordnungsgemäß bezahltes Schlachtvieh wieder Abtriebsscheine, welche das verkaufte Tier als ordnungsgemäß bezahlt auswiesen und damit zum Verlassen des Großviehmarktes berechtigten, auszustellen.
Die am 26. März 1933 in Kraft getretene „Marktordnung für den Wiener Zentralviehmarkt in St. Marx“, in deren VII. Abschnitt besondere Bestimmungen für die Wiener Vieh- und Fleischmarktkassa festgelegt waren, wurde durch das Bundesgesetzblatt BGBl. I Nr. 191/1999 mit Wirkung vom 31. Dezember 1999 als Folge der Schließung des Zentralviehmarkts aufgehoben.

## Mastkreditgesetz und Viehpfandbuch
Auch in der Zwischenkriegszeit stammte ein großer Teil des auf dem Zentralviehmarkt gehandelten Schlachtviehs nicht aus Österreich. Um die Inlandsproduktion zu stärken, wurde das Bundesgesetz vom 30. Juni 1932 über die Verpfändung von Rindvieh für Mästungskredite (Mastkreditgesetz) erlassen.
Dieses ermöglichte es Landwirten, die zusätzlich zum Eigenbedarf Rinder mästen wollten, für den Ankauf von Tieren einen sogenannten Mastkredit aufzunehmen. Diese Tiere wurden mit einem Brandzeichen im Horn gekennzeichnet, was normalerweise eine Aufgabe des jeweiligen Bürgermeisters war.
Zusätzlich zu dieser Markierung wurden diese Rinder auch im sogenannten „Viehpfandbuch“, einem dem Grundbuch ähnlichen öffentlichen Verzeichnis, eingetragen. Zur Führung dieses Viehpfandbuches war österreichweit einzig die Vieh- und Fleischmarktkassa berechtigt, was auch 1983 noch der Fall war.
Laut Mastkreditgesetz waren neben der als Firma bestehenden Wiener Vieh- und Fleischmarktkassa nur zwei oder drei weitere Institutionen zur Vergabe pfandgesicherter Mastkredite berechtigt.